# Gran Premi d'Hongria del 1995
Resultats del Gran Premi d'Hongria de la temporada 1995 disputat al circuit d'Hungaroring el 13 d'agost del 1995.

## Classificació
| Posició  | Número | Pilot                    | Equip                  | Voltes | Temps/ retirada | Posició de sortida | Punts |
| -------- | ------ | ------------------------ | ---------------------- | ------ | --------------- | ------------------ | ----- |
| 1        | 5      | Damon Hill               | Williams - Renault     | 77     | 1h 46' 26,2"    | 1                  | 10    |
| 2        | 6      | David Coulthard          | Williams - Renault     | 77     | + 33,398 "      | 2                  | 6     |
| 3        | 28     | Gerhard Berger           | Ferrari                | 76     | + 1 volta       | 4                  | 4     |
| 4        | 2      | Johnny Herbert           | Benetton - Renault     | 76     | + 1 Volta       | 9                  | 3     |
| 5        | 30     | Heinz-Harald Frentzen    | Sauber - Ford          | 76     | + 1 Volta       | 11                 | 2     |
| 6        | 26     | Olivier Panis            | Ligier - Mugen - Honda | 76     | + 1 Volta       | 10                 | 1     |
| 7        | 14     | Rubens Barrichello       | Jordan - Peugeot       | 76     | + 1 Volta       | 14                 |       |
| 8        | 24     | Luca Badoer              | Minardi - Ford         | 75     | + 2 Voltes      | 12                 |       |
| 9        | 23     | Pedro Lamy               | Minardi - Ford         | 74     | + 3 Voltes      | 15                 |       |
| 10       | 29     | Jean-Christophe Boullion | Sauber - Ford          | 74     | + 3 Voltes      | 19                 |       |
| Ret      | 1      | Michael Schumacher       | Benetton - Renault     | 73     | Motor           | 3                  |       |
| 12       | 17     | Andrea Montermini        | Pacific - Ilmor        | 73     | + 4 Voltes      | 22                 |       |
| Ret      | 15     | Eddie Irvine             | Jordan - Peugeot       | 70     | Embragatge      | 7                  |       |
| Ret      | 25     | Martin Brundle           | Ligier - Mugen - Honda | 67     | Motor           | 8                  |       |
| Ret      | 4      | Mika Salo                | Tyrrell - Yamaha       | 58     | Accelerador     | 16                 |       |
| Ret      | 7      | Mark Blundell            | McLaren - Mercedes     | 54     | Pèrdua d'aigua  | 13                 |       |
| Ret      | 3      | Ukyo Katayama            | Tyrrell - Yamaha       | 46     | Virolla         | 17                 |       |
| Ret      | 9      | Massimiliano Papis       | Footwork - Hart        | 45     | Frens           | 20                 |       |
| Retirada | 27     | Jean Alesi               | Ferrari                | 42     | Motor           | 6                  |       |
| Retirada | 21     | Pedro Diniz              | Forti F1 - Ford        | 32     | Motor           | 23                 |       |
| Retirada | 10     | Taki Inoue               | Footwork - Hart        | 13     | Motor           | 18                 |       |
| Retirada | 22     | Roberto Moreno           | Forti F1 - Ford        | 8      | Caixa de canvis | 24                 |       |
| Ret      | 16     | Giovanni Lavaggi         | Pacific - Ilmor        | 5      | Virolla         | 24                 |       |
| Ret      | 8      | Mika Häkkinen            | McLaren - Mercedes     | 3      | Motor           | 5                  |       |

## Altres
- Pole: Damon Hill 1' 16. 982
- Volta ràpida: Damon Hill 1' 20. 247 (a la volta 34)